# Rosa 'Decoration de Geschwindt'
Rosa 'Décoration de Geschwindt' — сорт роз, относится к классу Гибриды розы мультифлора. 
Используется в качестве декоративного садового растения. 

## Биологическое описание
Высота куста 400—500 см. Отличается быстрым ростом и выносливостью. 
Колючки редкие, тонкие и острые.
Листья тёмно-зелёные.
Цветки одиночные или в некрупных соцветиях, махровые, плоские, розовые с лёгкими фиолетовыми тенями, края цветка белые, около 8 см в диаметре. 
Аромат отсутствует.
Цветение однократное.

## В культуре
Зоны морозостойкости (USDA-зоны): от 2a до 5a. 